# Pat Cannon

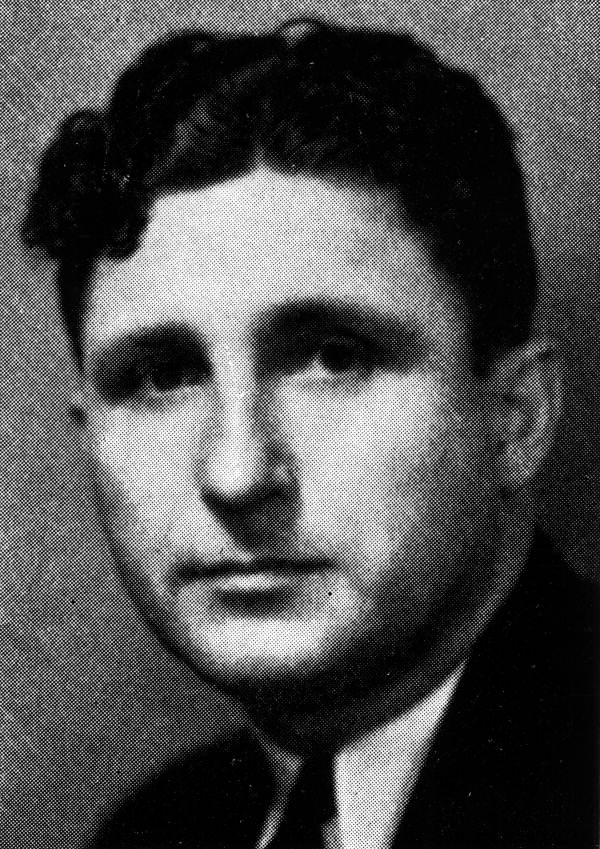
Pat Cannon, 1963

Arthur Patrick „Pat“ Cannon (* 22. Mai 1904 in Powder Springs, Cobb County, Georgia; † 23. Januar 1966 in Miami, Florida) war ein US-amerikanischer Politiker. Zwischen 1939 und 1947 vertrat er den Bundesstaat Florida im US-Repräsentantenhaus.

## Werdegang
Noch in seiner Kindheit zog Pat Cannon mit seinen Eltern in das Laurens County in South Carolina, wo er die öffentlichen Schulen besuchte. Anschließend absolvierte er das Wofford College in Spartanburg und die Stetson University in DeLand. Nach einem anschließenden Jurastudium an der University of Miami und seiner im Jahr 1931 erfolgten Zulassung als Rechtsanwalt begann er in Miami in seinem neuen Beruf zu arbeiten.
Politisch war Cannon Mitglied der Demokratischen Partei. Bei den Kongresswahlen des Jahres 1938 wurde er im vierten Wahlbezirk von Florida in das US-Repräsentantenhaus in Washington, D.C. gewählt, wo er am 3. Januar 1939 die Nachfolge von J. Mark Wilcox antrat. Nach drei Wiederwahlen konnte er bis zum 3. Januar 1947 vier Legislaturperioden im Kongress absolvieren. Dort wurden bis 1941 noch weitere New-Deal-Gesetze der Bundesregierung verabschiedet. Seit 1941 war auch die Arbeit des Kongresses von den Ereignissen des Zweiten Weltkrieges und danach von dessen Folgen geprägt.
1946 wurde Cannon von seiner Partei nicht mehr zur Wiederwahl nominiert. In den folgenden Jahren arbeitete er wieder als Anwalt. Seit 1952 war er Bezirksrichter im Dade County. Er starb am 23. Januar 1966 in Miami, wo er auch beigesetzt wurde.